# Rankarumpu
Rankarumpu  è il dodicesimo album in studio del gruppo musicale finlandese Korpiklaani, pubblicato nel 2024.

## Tracce
1. Kotomaa – 3:10
2. Tapa sen kun kerkeet – 2:26
3. Aita – 3:47
4. Saunaan – 3:18
5. Metään – 4:19
6. Kalmisto
7. Rankarumpu – 2:43
8. No perkele – 3:58
9. Viikatelintu – 3:21
10. Nouse – 3:23
11. Oraakkelit – 3:12
12. Harhainen höynen – 5:16

## Formazione
- Jonne Järvelä – voce, chitarra acustica, mandolino, percussioni, violafono
- Kalle "Cane" Savijärvi – chitarra, cori
- Jarkko Aaltonen – basso
- Samuli Mikkonen – batteria
- Sami Perttula – fisarmonica
- Olli Vänskä – violino